# 綿恩

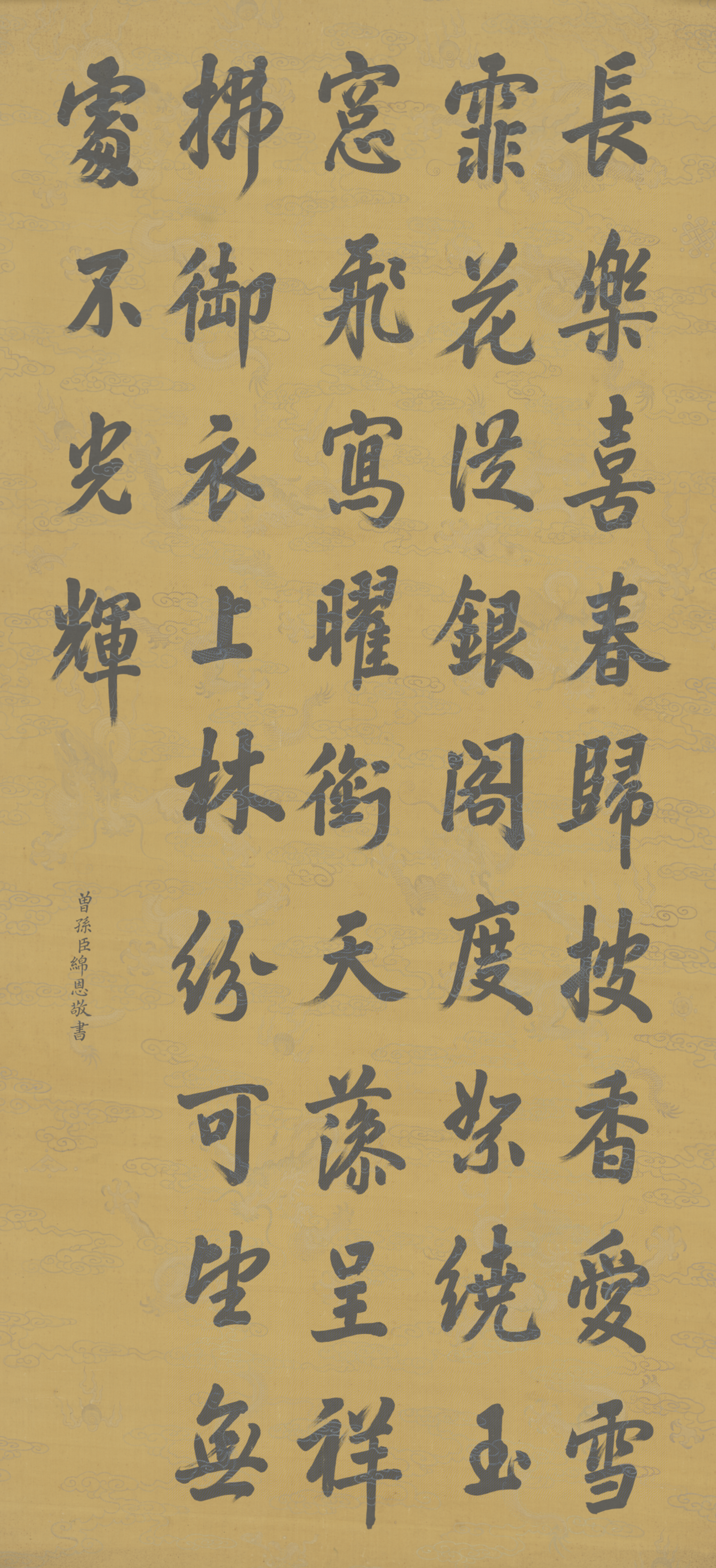
绵恩书李适《遊禁苑幸臨渭亭遇雪應制》（北京故宫博物院藏）

綿恩（穆麟德轉寫：miyan en；1747年9月18日—1822年7月18日），定恭亲王，乾隆帝之孫，定安親王永璜次子。

## 生平
乾隆十二年八月十四日辰時生，生母是永璜側福晉伊爾根覺羅氏，七品官明泰之女。綿恩聰敏恭謹，頗得其祖父乾隆帝喜愛。乾隆四十一年，其兄綿德犯事被奪爵，定郡王一職由綿恩補上。乾隆五十八年，進封親王。道光二年，定亲王逝世，道光帝賜喪銀五千兩，謚曰「恭」。
据军机章京赵翼记载“一日至张三营行宫，上坐较射，皇子皇孙以次射。皇次孙绵恩方八岁，亦以小弓箭一发中的，再发再中。上大喜，谕令再中一矢赏黄马褂。果又中一矢，辄收弓跪而不言。上大笑，趣以黄马褂衣之。仓促间不得小褂，则以大者裹之，抱而去。”由此可知绵恩受赐黄马褂要比诸如绵庆、绵宁等孙辈早得多。绵恩是最早晋封亲王爵位的绵字辈皇孙第一人。据礼亲王昭梿《啸亭续录》记载，定恭亲王绵恩“弱冠即领火器营总统，凡50余年。”嘉庆八年（1803年），皇宫神武门内突发失业差役陈德谋刺嘉庆帝案，绵恩因护驾擒凶有功，赏穿御用补褂，并加封其子奕绍为贝子。

## 皇位继承传说
绵恩是“长房长子次孙”，但乾隆帝实际上是把他当成长孙来看待。乾隆帝对因遭自己严厉斥责而郁郁寡欢早逝的长子永璜心怀歉疚，因此将孙子封为亲王作为弥补。绵恩身材魁梧，仪表出众，武功超群，长年统率京师的禁卫军，负担保卫北京的重担。当时朝鲜王朝使臣来访回国后认为，清朝皇帝继承人将在十五子永琰和皇次孙绵恩之间产生，而绵恩比他的叔叔永琰（日后的嘉庆帝）还年长十四岁，由绵恩继位的可能性更大。但乾隆帝曾批评过明太祖朱元璋将皇位传给孙子，埋下了后来骨肉相残的祸根，故最终仍选择把皇位传给儿子。

## 家庭

### 妻妾
中國第一歷史檔案館有藏嘉慶七年正月禮部為定親王次福晉封誥奏聞一案抄單事致內務府，未能確定為哪一位側福晉。
- 嫡福晋富察氏，副都统福敬之女

- 側福晉尤佳氏，員外郎長齡之女

- 側福晉李氏，佛保之女

- 側福晉完颜氏，筆帖式慶恩之女。

### 子女
- 第一子未命名。

- 第二子和碩定端親王奕紹，嫡福晉為主事太倫女伊爾根覺羅氏，繼福晉為主事楊奎之女楊佳氏。

- 第三子未命名。

- 第四子奕𥾣。

- 女：乾隆四十六年十一月，綿恩之女著加恩指婚给喀喇沁郡王喇特納錫第之孫滿珠巴咱爾，照郡王嫡女之例封為縣主，滿珠巴咱爾則封為多羅額駙二品頂戴，乾隆五十年成婚。嘉慶二十一年六七月定親王綿恩七十壽辰前後，準喀喇沁王滿珠巴咱爾之福晉和碩格格回京省親。